# Берно Болак
Берно Болак (фр. Bernos-Beaulac) насеље је и општина у југозападној Француској у региону Аквитанија, у департману Жиронда која припада префектури Лангон.
По подацима из 2011. године у општини је живело 1.177 становника, а густина насељености је износила 31,98 становника/km². Општина се простире на површини од 36,8 km². Налази се на средњој надморској висини од 66 метара (максималној 122 m, а минималној 46 m).

## Демографија
| 1962. | 1968. | 1975. | 1982. | 1990. | 1999. | 2011. |
| ----- | ----- | ----- | ----- | ----- | ----- | ----- |
| 1.039 | 1.050 | 1.023 | 939   | 1.020 | 1.071 | 1.177 |

График промене броја становника у току последњих година